# توماس دبليو. بينتون
توماس دبليو. بينتون (بالإنجليزية: Thomas W. Benton)‏ هو فنان أمريكي، ولد في 16 نوفمبر 1930 في أوكلاند في الولايات المتحدة، وتوفي في 27 أبريل 2007 في أسبن في الولايات المتحدة.